# Sezon 2016/2017 w hokeju na lodzie
Sezon 2016/2017 w hokeju na lodzie to zestawienie rozgrywek reprezentacyjnych oraz klubowych w tej dyscyplinie sportu. W haśle zostały podane podia zawodów mistrzowskich, ligowych, pucharowych oraz turniejów towarzyskich.

## Rozgrywki reprezentacyjne
| Zawody                           | Miejsce i data                                      | Turniej                    | 1 miejsce                    | 2 miejsce        | 3 miejsce         | Źródło |
| -------------------------------- | --------------------------------------------------- | -------------------------- | ---------------------------- | ---------------- | ----------------- | ------ |
| Mistrzostwa Świata mężczyzn      | Kolonia, Paryż 5 – 21 maja 2017                     | Elita                      | Szwecja                      | Kanada           | Rosja             | [ 1 ]  |
| Mistrzostwa Świata mężczyzn      | Kijów 22 – 28 kwietnia 2017                         | I Dywizja Grupa A          | Austria                      | Korea Południowa | Kazachstan        |        |
| Mistrzostwa Świata mężczyzn      | Belfast 23 – 29 kwietnia 2017                       | I Dywizja Grupa B          | Wielka Brytania              | Japonia          | Litwa             |        |
| Mistrzostwa Świata mężczyzn      | Gałacz 3 – 9 kwietnia 2017                          | II Dywizja Grupa A         | Rumunia                      | Australia        | Serbia            |        |
| Mistrzostwa Świata mężczyzn      | Auckland 4 – 10 kwietnia 2017                       | II Dywizja Grupa B         | Chiny                        | Nowa Zelandia    | Izrael            |        |
| Mistrzostwa Świata mężczyzn      | Sofia 10 – 16 kwietnia 2017                         | III Dywizja                | Luksemburg                   | Bułgaria         | Gruzja            |        |
| Mistrzostwa Świata kobiet        | Plymouth 31 marca – 7 kwietnia 2017                 | Elita                      | Stany Zjednoczone            | Kanada           | Finlandia         |        |
| Mistrzostwa Świata kobiet        | Graz 15 – 21 kwietnia 2017                          | I Dywizja Grupa A          | Japonia                      | Austria          | Norwegia          |        |
| Mistrzostwa Świata kobiet        | Katowice 8 – 14 kwietnia 2017                       | I Dywizja Grupa B          | Słowacja                     | Kazachstan       | Łotwa             |        |
| Mistrzostwa Świata kobiet        | Gangneung 2 – 8 kwietnia 2017                       | II Dywizja Grupa A         | Korea Południowa             | Holandia         | Wielka Brytania   |        |
| Mistrzostwa Świata kobiet        | Akureyri 27 lutego – 5 marca 2017                   | II Dywizja Grupa B         | Meksyk                       | Hiszpania        | Nowa Zelandia     |        |
| Mistrzostwa Świata kobiet        | Tajpej 12 – 17 grudnia 2016                         | Kwalifikacje do II Dywizji | Chińskie Tajpej              | Belgia           | Południowa Afryka |        |
| Mistrzostwa Świata Juniorów      | Montreal, Toronto 26 grudnia 2016 – 5 stycznia 2017 | Elita                      | Stany Zjednoczone            | Kanada           | Rosja             |        |
| Mistrzostwa Świata Juniorów      | Bremerhaven 11 - 17 grudnia 2016                    | I Dywizja Grupa A          | Białoruś                     | Niemcy           | Francja           |        |
| Mistrzostwa Świata Juniorów      | Budapeszt 11 - 17 grudnia 2016                      | I Dywizja Grupa B          | Węgry                        | Polska           | Słowenia          |        |
| Mistrzostwa Świata Juniorów      | Tallinn 11 - 17 grudnia 2016                        | II Dywizja Grupa A         | Litwa                        | Japonia          | Rumunia           |        |
| Mistrzostwa Świata Juniorów      | Logroño 7 - 13 stycznia 2017                        | II Dywizja Grupa B         | Korea Południowa             | Hiszpania        | Serbia            |        |
| Mistrzostwa Świata Juniorów      | Dunedin 16 -22 stycznia 2017                        | III Dywizja                | Turcja                       | Chiny            | Islandia          |        |
| Mistrzostwa Świata Juniorów U-18 | Poprad, Nowa Wieś Spiska 13 – 23 kwietnia 2017      | Elita                      | Stany Zjednoczone            | Finlandia        | Rosja             |        |
| Mistrzostwa Świata Juniorów U-18 | Bled 7 - 13 kwietnia 2017                           | I Dywizja Grupa A          | Francja                      | Kazachstan       | Dania             |        |
| Mistrzostwa Świata Juniorów U-18 | Bled 15 - 21 kwietnia 2017                          | I Dywizja Grupa B          | Słowenia                     | Austria          | Japonia           |        |
| Mistrzostwa Świata Juniorów U-18 | Gangneung 2 - 8 kwietnia 2017                       | II Dywizja Grupa A         | Rumunia                      | Estonia          | Litwa             |        |
| Mistrzostwa Świata Juniorów U-18 | Nowy Sad 13 - 19 marca 2017                         | II Dywizja Grupa B         | Australia                    | Hiszpania        | Serbia            |        |
| Mistrzostwa Świata Juniorów U-18 | Tajpej 21 - 27 marca 2017                           | III Dywizja Grupa A        | Chiny                        | Izrael           | Chińskie Tajpej   |        |
| Mistrzostwa Świata Juniorów U-18 | Meksyk 17 - 19 marca 2017                           | III Dywizja Grupa B        | Meksyk                       | Hongkong         | Południowa Afryka |        |
| Mistrzostwa Świata Juniorek      | Prerov, Zlin 7 - 14 stycznia 2017                   | Elita                      | Stany Zjednoczone            | Kanada           | Rosja             |        |
| Mistrzostwa Świata Juniorek      | Budapeszt 8 - 14 stycznia 2017                      | I Dywizja Grupa A          | Niemcy                       | Słowacja         | Norwegia          |        |
| Mistrzostwa Świata Juniorek      | Katowice 8 - 14 stycznia 2017                       | I Dywizja Grupa B          | Włochy                       | Dania            | Polska            |        |
| Mistrzostwa Świata Juniorek      | San Sebastián 26 - 29 stycznia 2017                 | Kwalifikacje do I Dywizji  | Australia                    | Hiszpania        | Meksyk            |        |
| Uniwersjada                      | Ałmaty 28 stycznia – 8 lutego 2017                  | Mężczyźni                  | Rosja                        | Kazachstan       | Kanada            |        |
| Uniwersjada                      | Ałmaty 28 stycznia – 8 lutego 2017                  | Kobiety                    | Rosja                        | Kanada           | Stany Zjednoczone |        |
| Azjatycki Puchar Challenge IIHF  | Bangkok 17- 23 marca 2017                           | Top Dywizja mężczyzn       | Zjednoczone Emiraty Arabskie | Mongolia         | Tajlandia         |        |
| Azjatycki Puchar Challenge IIHF  | Kuwejt 22 - 25 kwietnia 2017                        | I Dywizja mężczyzn         | Kuwejt                       | Indie            | Oman              |        |
| Azjatycki Puchar Challenge IIHF  | Bangkok 7- 15 marca 2017                            | Kobiety                    | Nowa Zelandia                | Tajlandia        | Singapur          |        |

### Euro Hockey Tour
| Zawody                                  | Miejsce i data                                                             | 1 miejsce | 2 miejsce | 3 miejsce | Źródło |
| --------------------------------------- | -------------------------------------------------------------------------- | --------- | --------- | --------- | ------ |
| Karjala Cup                             | Helsinki (Finlandia) oraz Pilzno (Czechy) 3–6 listopada 2016               | Rosja     | Czechy    | Finlandia |        |
| Channel One Cup                         | Moskwa (Rosja) oraz Helsinki (Finlandia) 15–18 grudnia 2016                | Szwecja   | Rosja     | Finlandia |        |
| Sweden Hockey Games                     | Göteborg (Szwecja) oraz Sankt Petersburg (Rosja) 9–12 lutego 2017          | Rosja     | Szwecja   | Czechy    |        |
| Czech Hockey Games                      | Czeskie Budziejowice (Czechy) oraz Sztokholm (Szwecja) 27–30 kwietnia 2017 | Czechy    | Finlandia | Rosja     |        |
| Klasyfikacja generalna Euro Hockey Tour | Klasyfikacja generalna Euro Hockey Tour                                    | Rosja     | Czechy    | Finlandia |        |

### Turnieje towarzyskie
| Zawody                | Miejsce i data                 | 1 miejsce        | 2 miejsce | 3 miejsce        | Źródło |
| --------------------- | ------------------------------ | ---------------- | --------- | ---------------- | ------ |
| EIHC Węgry            | Budapeszt 3 - 5 listopada 2016 | Korea Południowa | Węgry     | Austria          |        |
| EIHC Słowenia         | Bled 3 - 5 listopada 2016      | Białoruś         | Słowenia  | Łotwa            |        |
| EIHC Polska I         | Gdańsk 15 - 17 grudnia 2016    | Kazachstan       | Polska    | Ukraina          |        |
| EIHC Austria          | Graz 9 - 11 lutego 2017        | Austria          | Norwegia  | Francja          |        |
| EIHC Polska II        | Katowice 9 - 11 lutego 2017    | Słowenia         | Polska    | Ukraina          |        |
| EIHC Korea            | Goyang 9 - 11 lutego 2017      | Dania            | Węgry     | Korea Południowa |        |
| Deutschland Cup       | Augsburg 4 - 6 listopada 2016  | Słowacja         | Kanada    | Niemcy           |        |
| Euro Hockey Challenge | 6 kwietnia - 1 maja 2017       | Szwajcaria       | Finlandia | Czechy           |        |

## Rozgrywki klubowe

### Europejskie puchary
| Rozgrywki            | Miejsce i data                         | Triumfator          | Finalista           | Brązowy medalista               | Źródło |
| -------------------- | -------------------------------------- | ------------------- | ------------------- | ------------------------------- | ------ |
| Liga Mistrzów        | 16 sierpnia 2016 – 7 lutego 2017       | Frölunda HC         | Sparta Praga        | Fribourg-Gottéron/ Växjö Lakers |        |
| Puchar Kontynentalny | 2 października 2016 – 15 stycznia 2017 | Nottingham Panthers | Bejbarys Atyrau     | Odense Bulldogs                 |        |
| Puchar Spenglera     | 26 - 31 grudnia 2016                   | Team Canada         | HC Lugano           | Dynama Mińsk                    |        |
| Puchar Tatrzański    | 25-27 sierpnia 2016                    | Pelicans Lahti      | HC Oceláři Trzyniec | Örebro HK                       |        |

### Rozgrywki ligowe mężczyzn – pierwszy poziom
W przypadku niejednorodnego składu państwowego rozgrywek podane zostały flagi pochodzenia krajowego drużyn.
| Rozgrywki           | Trofeum         | Data                    | Triumfator                | Finalista                        | Źródło          |  |
| ------------------- | --------------- | ----------------------- | ------------------------- | -------------------------------- | --------------- |  |
| NHL                 | Puchar Stanleya | 12.10.2016 - 12.06.2017 | Pittsburgh Penguins       | Nashville Predators              |                 |  |
| KHL                 | Puchar Gagarina | 22.08.2016 - 16.04.2017 | SKA Sankt Petersburg      | Mietałłurg Magnitogorsk          |                 |  |
| Wysszaja Liga       | –               | 06.09.2016 - 30.04.2017 | Nomad Astana              | HK Temyrtau                      |                 |  |
| Open Liga           | –               | 08.09.2016 - 30.03.2017 | HK Nioman Grodno          | Junost' Mińsk                    |                 |  |
| Mistrzostwa Ukrainy | –               | 09.09.2016 – 07.04.2017 | Donbas Donieck            | HK Krzemieńczuk                  |                 |  |
| Polska Hokej Liga   | –               | 11.09.2016 - 02.04.2017 | MKS ComArch Cracovia      | GKS Tychy                        |                 |  |
| Tipsport extraliga  | –               | 09.09.2016 - 09.04.2017 | HC Kometa Brno            | Bílí tygři Liberec               |                 |  |
| Tipsport extraliga  | –               | 09.09.2016 - 22.04.2017 | HC 05 Banská Bystrica     | HK Nitra                         |                 |  |
| Meistriliiga        | –               | 08.10.2016 - 26.03.2017 | Narva PSK                 | HC Viking Tallinn                |                 |  |
| Virslīga            | –               | 06.09.2016 - 05.04.2017 | HK Kurbads                | HK Mogo                          |                 |  |
| Ekstraliga          | –               | 21.09.2016 - 22.03.2017 | Energija Elektrénai       | Juodupė LRK                      |                 |  |
| Liiga               | Kanada-malja    | 16.09.2016 - 27.04.2017 | Tappara                   | KalPa                            |                 |  |
| SHL                 | Puchar Le Mata  | 17.09.2016 - 29.04.2017 | HV71                      | Brynäs IF                        |                 |  |
| GET-ligaen          | –               | 10.09.2016 - 11.04.2017 | Stavanger Oilers          | IF Frisk Asker                   |                 |  |
| Metal Ligaen        | –               | 23.09.2016 - 16.04.2017 | Esbjerg Energy            | Gentofte Stars                   |                 |  |
| Ekstraliga          | –               | 20.09.2016 - 25.03.2017 | Esja UMFK Reykjavík       | Skautafélag Akureyrar            |                 |  |
| EIHL                | –               | 09.09.2016 - 09.04.2017 | Sheffield Steelers        | Cardiff Devils                   |                 |  |
| Ekstraliga          | –               | Liga rozwiązana         | Liga rozwiązana           | Liga rozwiązana                  | Liga rozwiązana |  |
| DEL                 | –               | 16.09.2016 - 17.04.2017 | EHC Red Bull Monachium    | Grizzlys Wolfsburg               |                 |  |
| EBEL                | –               | 15.09.2016 - 07.04.2017 | Vienna Capitals           | EC KAC                           |                 |  |
| NLA                 | –               | 07.09.2016 - 17.04.2017 | SC Bern                   | EV Zug                           |                 |  |
| Eredivisie          | –               | 30.09.2016 - 09.04.2017 | Tilburg Trappers          | HIJS Hokij Den Haag              |                 |  |
| Eredivisie          | –               | Liga rozwiązana         | Liga rozwiązana           | Liga rozwiązana                  | Liga rozwiązana |  |
| Ligue Magnus        | Puchar Magnusa  | 13.09.2016 - 07.04.2017 | Rapaces de Gap            | Rouen Dragons                    |                 |  |
| Serie A             | –               | 21.01 - 22.01.2017      | SV Renon                  | Asiago Hockey                    |                 |  |
| Superliga           | –               | 17.09.2016 - 18.03.2017 | CHH Txuri Urdin           | CH Jaca                          |                 |  |
| MOL Liga            | –               | 09.09.2016 - 22.03.2017 | DVTK Jegesmedvék          | MAC Budapeszt                    |                 |  |
| Ekstraliga          | –               | Liga rozwiązana         | Liga rozwiązana           | Liga rozwiązana                  | Liga rozwiązana |  |
| Narodowa Liga       | –               | 14.09.2016 - 26.03.2017 | ASC Corona 2010 Braszów   | HSC Csíkszereda                  |                 |  |
| Ekstraliga          | –               | 20.10.2016 - 07.03.2017 | Irbis-Skate SK Sofia      | Slavia Sofia                     |                 |  |
| Ekstraliga          | –               | 17.09.2016 - 12.04.2017 | HDD Jesenice              | HDD Olimpija Lublana             |                 |  |
| Ekstraliga          | –               | 05.10.2016 - 24.03.2017 | Medveščak Zagrzeb         | Mladost Zagrzeb                  |                 |  |
| Ekstraliga          | –               | 11.11.2016 - 29.03.2017 | HK Beostar Belgrad        | HK Crvena zvezda Belgrad         |                 |  |
| Ekstraliga          | –               | Liga rozwiązana         | Liga rozwiązana           | Liga rozwiązana                  | Liga rozwiązana |  |
| Ekstraliga          | –               | 25.02 - 23.04.2017      | Tarandos Ateny            | Ice Guardians Saloniki           |                 |  |
| Ekstraliga          | –               | Liga rozwiązana         | Liga rozwiązana           | Liga rozwiązana                  | Liga rozwiązana |  |
| Superliga           | –               | 03.12.2016 - 11.03.2017 | Zeytinburnu Belediyesi SK | Erzurum Büyükşehir Belediyesi SK |                 |  |
| Ekstraliga          | –               | 21.10.2016 - 2017       |                           |                                  |                 |  |
| Ekstraliga          | –               | Liga rozwiązana         | Liga rozwiązana           | Liga rozwiązana                  | Liga rozwiązana |  |
| Liga Azjatycka      | –               | 27.08.2016 - 11.04.2017 | Anyang Halla              | PSK Sachalin                     |                 |  |
| AIHL                | –               | 23.04. - 28.08.2016     | Newcastle North Stars     | CBR Brave                        |                 |  |
| Ekstraliga          | –               | 04.04. - 28.08.2016     | Southern Stampede         | Canterbury Red Devils            |                 |  |
| Ekstraliga          | –               | Liga rozwiązana         | Liga rozwiązana           | Liga rozwiązana                  | Liga rozwiązana |  |
| GHL                 | –               | 06.03. - 30.10.2016     | Pretoria Capitals         | Kempton Park Sabres              |                 |  |
| Campeonato          | –               | Liga rozwiązana         | Liga rozwiązana           | Liga rozwiązana                  | Liga rozwiązana |  |

### Rozgrywki ligowe niższe
| Rozgrywki          | Trofeum        | Data                    | Triumfator                                                | Finalista                                                 | Źródło          |
| ------------------ | -------------- | ----------------------- | --------------------------------------------------------- | --------------------------------------------------------- | --------------- |
| I liga polska      | –              | 05.10.2016 - 12.03.2017 | Naprzód Janów                                             | HK Zagłębie Sosnowiec                                     |                 |
| II liga polska     | –              | 15.10.2016 - 02.04.2017 | 1928 KTH Krynica                                          | ŁKH Łódź                                                  |                 |
| AHL                | Puchar Caldera | 14.10.2016 - 2017       |                                                           |                                                           |                 |
| WHL                | Puchar Bratina | 08.09.2016 - 18.04.2017 | Dinamo Bałaszycha                                         | Torpedo Ust-Kamienogorsk                                  |                 |
| RHL                | –              | Liga rozwiązana         | Liga rozwiązana                                           | Liga rozwiązana                                           | Liga rozwiązana |
| National League B  | –              | 09.09.2016 - 04.04.2017 | Rapperswil-Jona Lakers                                    | SC Langenthal                                             |                 |
| Allsvenskan        | –              | 14.09.2016 - 16.04.2017 | Mora IK                                                   | BIK Karlskoga                                             |                 |
| Mestis             | –              | 14.09.2016 - 17.04.2017 | SaPKo                                                     | Kiekko-Vantaa                                             |                 |
| 1. liga czeska     | –              | 07.09.2016 - 24.03.2017 | ČEZ Motor České Budějovice i HC Dukla Jihlava (finaliści) | ČEZ Motor České Budějovice i HC Dukla Jihlava (finaliści) |                 |
| 1. liga słowacka   | –              | 2016 - 2017             | HC 07 Orin Detva                                          | HK 36 Skalica                                             |                 |
| DEL2               | –              | 10.09.2016 - 25.04.2017 | Löwen Frankfurt                                           | Bietigheim Steelers                                       |                 |
| EPIHL              | –              | 2016 - 2017             | Milton Keynes Lightning                                   | Telford Tigers                                            |                 |
| Alps Hockey League | –              | 17.09.2016 - 10.04.2017 | Ritten Sport                                              | Asiago Hockey                                             |                 |

### Puchary krajowe
| Rozgrywki          | Data                          | Triumfator                    | Finalista          | Źródło |
| ------------------ | ----------------------------- | ----------------------------- | ------------------ | ------ |
| Puchar Belgii      | 01.10.2016 - 11.02.2017       | KwadrO HYC Herentals          | Bulldogs Liège     |        |
| Puchar Białorusi   | 28.06. - 25 października 2016 | Nioman Grodno                 | Junost' Mińsk      |        |
| Puchar Danii       | 09.09.2016 - 26.02.2017       | Rungsted Seier Capital        | Aalborg Pirates    |        |
| Puchar Francji     | 01.10.2016 - 19.02.2017       | Brûleurs de Loups de Grenoble | Rouen Dragons      |        |
| Puchar Hiszpanii   | 21-22 stycznia 2017           | CH Jaca                       | CHH Txuri Urdin    |        |
| Puchar Holandii    | 01.10.2016 - 18.01.2017       | UNIS Flyers Heerenveen        | LACO Eaters Geleen |        |
| Puchar Kazachstanu | 20 - 28 08.2017               | Kułagier Pietropawłowsk       | Jertys Pawłodar    |        |
| Puchar Polski      | 29 - 30 grudnia 2016          | GKS Tychy                     | ComArch Cracovia   |        |
| Puchar Rumunii     | 20 - 23.12.2016               | CSM Dunărea Galați            | HSC Csíkszereda    |        |
| Puchar Szwajcarii  | 27.09.2016 - 01.02.2017       | EHC Kloten                    | Genève-Servette HC |        |
| Puchar Węgier      | 05.10.2016 - 28.01.2017       | MAC Budapest                  | DVTK Jegesmedvék   |        |
| Puchar Włoch       | 06.10.2016 - 28.02.2017       | Hockey Milano Rossoblu        | HC Nuovo Fiemme 97 |        |

### Rozgrywki juniorskie
| Rozgrywki    | Trofeum               | Data                    | Triumfator             | Finalista                    | Źródło |
| ------------ | --------------------- | ----------------------- | ---------------------- | ---------------------------- | ------ |
| OHL          | J. Ross Robertson Cup | 21.09.2016 - 12.05.2017 | Erie Otters            | Mississauga Steelheads       |        |
| WHL          | Ed Chynoweth Cup      | 23.09.2016 - 14.05.2017 | Seattle Thunderbirds   | Regina Pats                  |        |
| QMJHL        | Coupe du Président    | 22.09.2016 - 10.05.2017 | Saint John Sea Dogs    | Blainville-Boisbriand Armada |        |
| Memorial Cup | Memorial Cup          | 19-28 maja 2017         |                        |                              |        |
| MHL          | Puchar Charłamowa     | 04.09.2016 - 22.04.2017 | Krasnaja Armija Moskwa | Rieaktor Niżniekamsk         |        |
| MHL-B        | Puchar Regionów       | 2016 - 23.04.2017       | Gorniak Uczały         | Dizelist Penza               |        |
| CLJ          | –                     | 03.09.2016 - 26.03.2017 | PKH 2014 Gdańsk        | Naprzód Janów                |        |